# Тройственный союз
Тро́йственный сою́з — военно-политический блок Германии, Австро-Венгрии и Италии, сложившийся в 1882 году, который положил начало разделу Европы на враждебные лагеря и сыграл важную роль в подготовке и развязывании Первой мировой войны (1914—1918).
Главным организатором данного союза являлись Германия и Австро-Венгрия. Они взяли обязательства не принимать участия ни в каких союзах или соглашениях, направленных против одной из этих стран, консультироваться по вопросам политического и экономического характера и оказывать взаимную поддержку. Срок договора составлял 5 лет.
Договор, привлёкший к двум германским союзным империям нового партнёра — Италию, — был направлен прежде всего против Франции, жаждавшей реванша в предполагаемой войне с Германией, с желанием использовать антифранцузские приграничные и колониальные претензии Итальянского королевства, но объективно оставлял за бортом складывающегося союза (в некой двусмысленной уязвимости) другую великую державу — Россию и, тем самым, спровоцировал её искать противовес Тройственному блоку на западе европейского континента — во Франции.
Договор возобновлялся в 1887 и 1891 годах. При этом вносились дополнения и уточнения. Автоматически продлевался в 1902 и 1912 годах.
Политика стран — участниц Тройственного союза характеризовалась возраставшей борьбой за колонии (Танжерский кризис, Итало-турецкая война). В ответ на создание Тройственного союза в 1891—1894 годах оформился франко-русский союз. В 1904 году было заключено англо-французское, в 1907 году — англо-русское соглашение, в результате которых образовалась Антанта.
С конца XIX века Италия, терпевшая убытки от таможенной войны, которую вела против неё Франция, начала менять политический курс. 2 ноября 1902 года она заключила соглашение с Францией, обязавшись соблюдать нейтралитет в случае нападения Германии на Францию. В начале Первой мировой войны Италия, несмотря на свои союзные обязательства, уклонилась от вступления в войну на стороне Германской империи и Австро-Венгрии. 26 апреля 1915 года был заключён Лондонский пакт. 3 мая 1915 года правительство Италии расторгло договор о тройственном союзе. 23 мая 1915 года Италия вступила в Первую мировую войну на стороне Антанты, и Тройственный союз распался.
29 октября 1914 года к тройственному союзу примкнула Османская империя. После выхода Италии из союза, 14 октября 1915 года к нему присоединилась Болгария, образовав Четверной союз.